# Philotheria nexa
Philotheria nexa är en insektsart som först beskrevs av Melichar 1912.  Philotheria nexa ingår i släktet Philotheria och familjen Dictyopharidae. Inga underarter finns listade i Catalogue of Life.